# Kościół Mariacki w Neubrandenburgu
Kościół Mariacki (niem. Marienkirche) – dawna gotycka świątynia luterańska znajdująca się w niemieckim mieście Neubrandenburg. Zniszczona podczas II wojny światowej, otwarta w 2001 roku po odbudowie jako sala koncertowa.

## Historia
Decyzję o budowie świątyni podjęto wraz z założeniem miasta w 1248. Pierwotnie planowano ją jako dwuwieżową bazylikę z kamienia polnego, projekt zmieniono w trakcie budowy na trójnawową halę z jedną wieżą. W 1298 konsekrowano ołtarz główny. W drugiej połowie XIV wieku ukończono budowę wieży. Kościół został zniszczony podczas pożarów miasta z 1614 i 1676, a w 1655 wieża spłonęła wskutek uderzenia pioruna. Kościół został wyremontowany w latach 1832–1841 pod okiem Friedricha Wilhelma Buttela.
Świątynia została zniszczona wskutek pożaru w nocy z 29 na 30 kwietnia 1945, w ostatnich dniach II wojny światowej. W latach 60. planowano rozbiórkę ruin kościoła. W 1975 roku zawarto porozumienie między Ewangelicko-Luterańskim Kościołem Krajowym Meklemburgii a władzami miasta i powiatu, na mocy którego budynek został zakupiony przez miasto, a rok później rozpoczęto odbudowę gmachu z przeznaczeniem na salę koncertową. W 1983 wzniesiono dach i iglicę wieży. Po zmianach politycznych z lat 1989–1990 podjęto decyzję o zmianie wyglądu świątyni, a w 1996 ogłoszono międzynarodowy konkurs architektoniczny na projekt adaptacji dawnego kościoła na salę koncertową, który zwyciężył fiński architekt Pekka Salminen. 13 lipca 2001 miało miejsce otwarcie budynku po odbudowie, a we wrześniu 2002 w wieży kościoła otwarto wystawę stałą poświęconą gotykowi ceglanemu. 24 czerwca 2007 poświęcono pięć nowych dzwonów, które zawisły na wieży.

## Architektura i wyposażenie
Świątynia gotycka, pierwotnie trójnawowa o układzie halowym. Od zachodu dostawiono wysoką na 88 m wieżę z 30-metrową iglicą i tarasem widokowym na wysokości 45 m. Wschodni szczyt dekorują liczne blendy i maswerki. W prezbiterium ustawiono 70-głosowe organy, ufundowane przez przedsiębiorcę Günthera Webera i wykonane w 2017 roku przez przez dwa warsztaty organowe – Johannes Klais Orgelbau i Karl Schuke Berliner Orgelbauwerkstatt. W 2007 roku na wieży kościoła zawieszono pięć brązowych dzwonów, odlanych w ludwisarni Bachert w Karlsruhe, o imionach: Marienglocke, Johannesglocke, Gebetsglocke, Sakramentsglocke i Lob- und Dankesglocke.

## Galeria

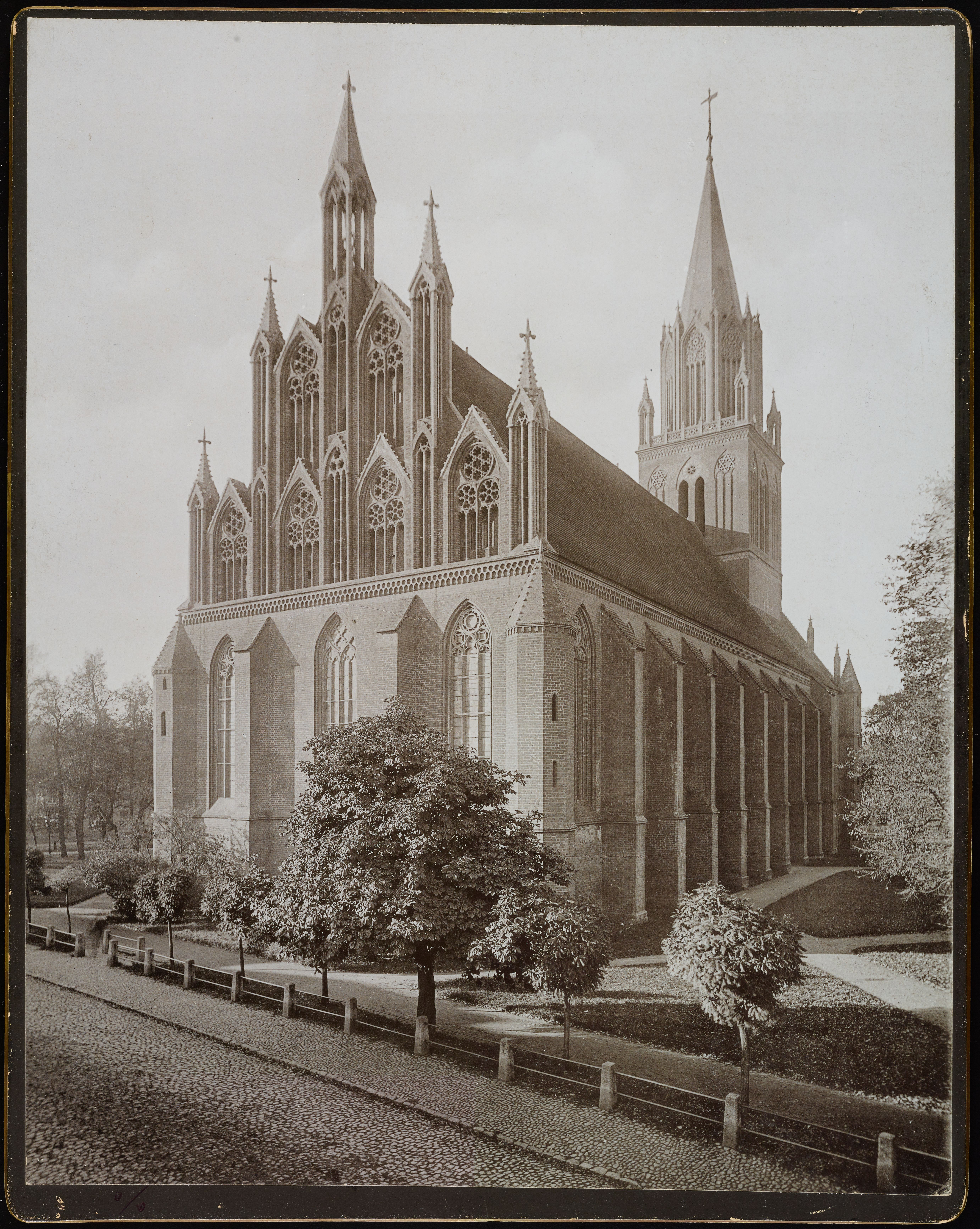
Widok w 1895
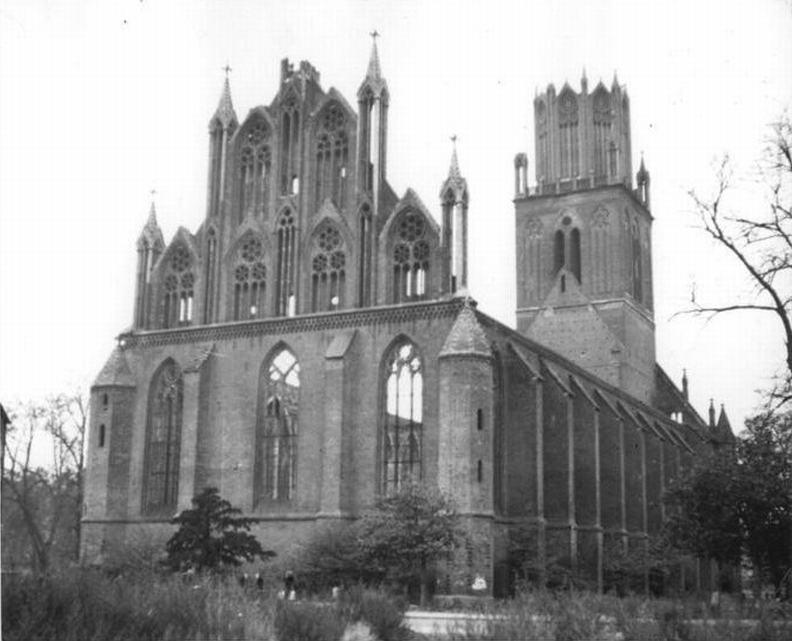
Ruiny kościoła w 1952
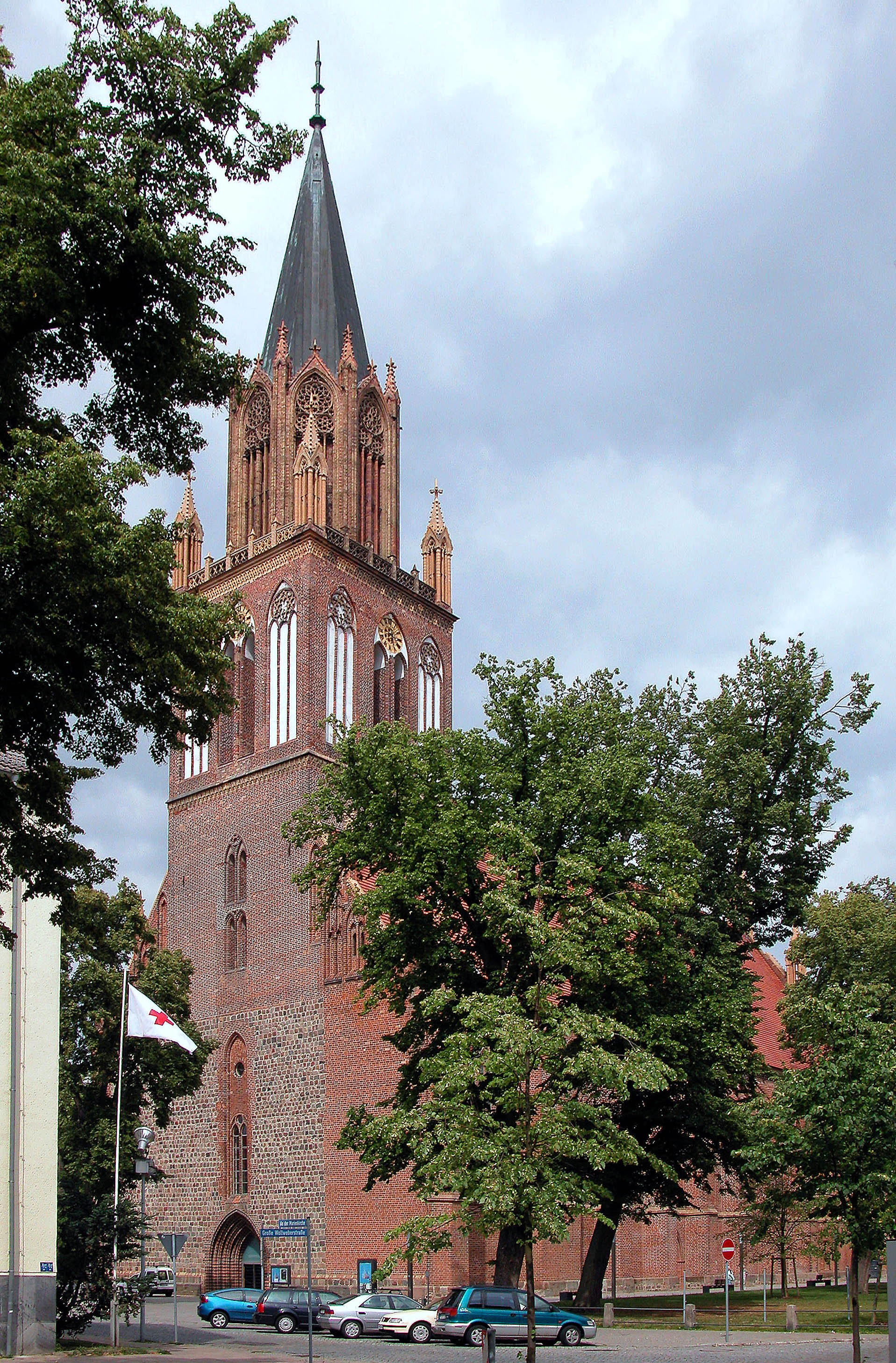
Widok z południowego zachodu
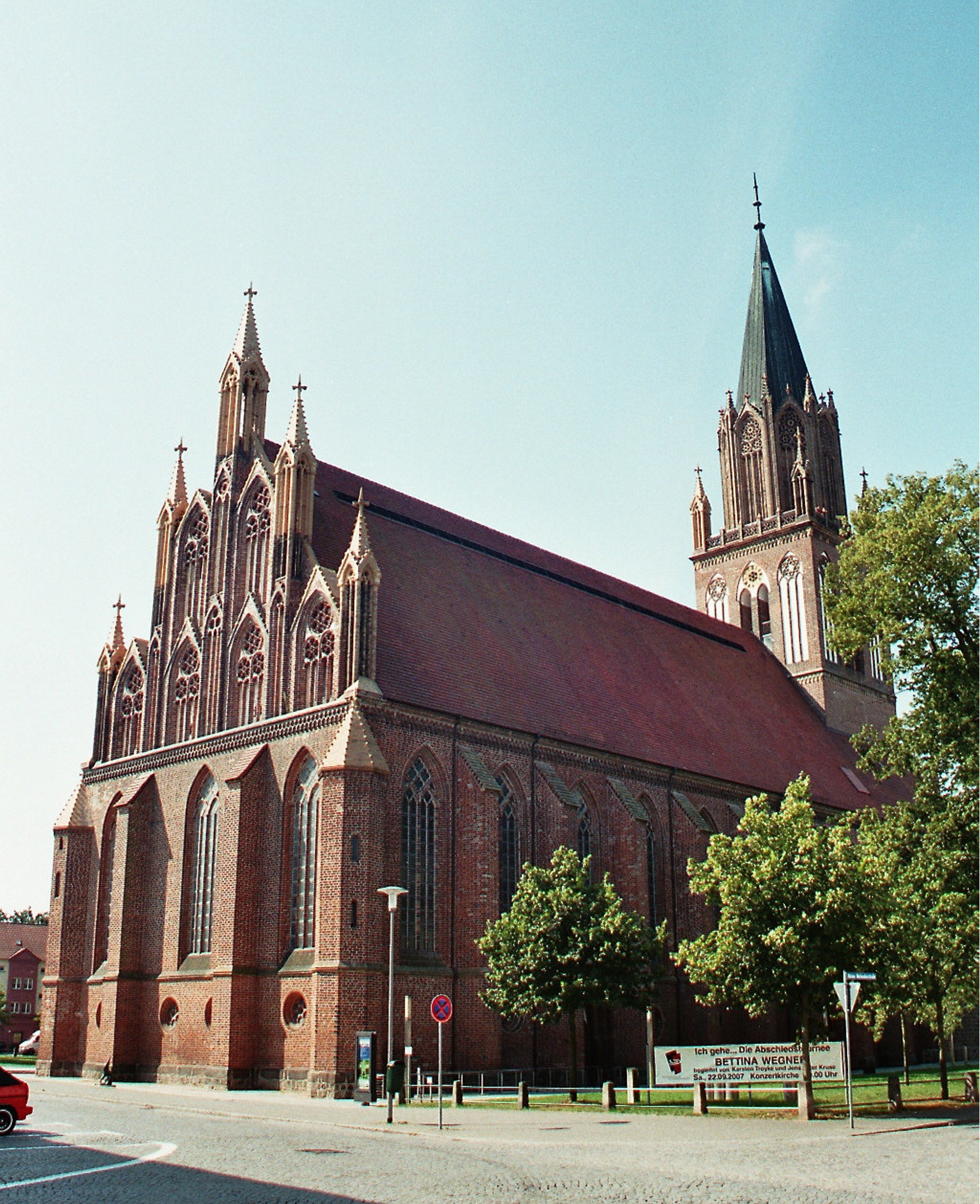
Widok z północnego wschodu
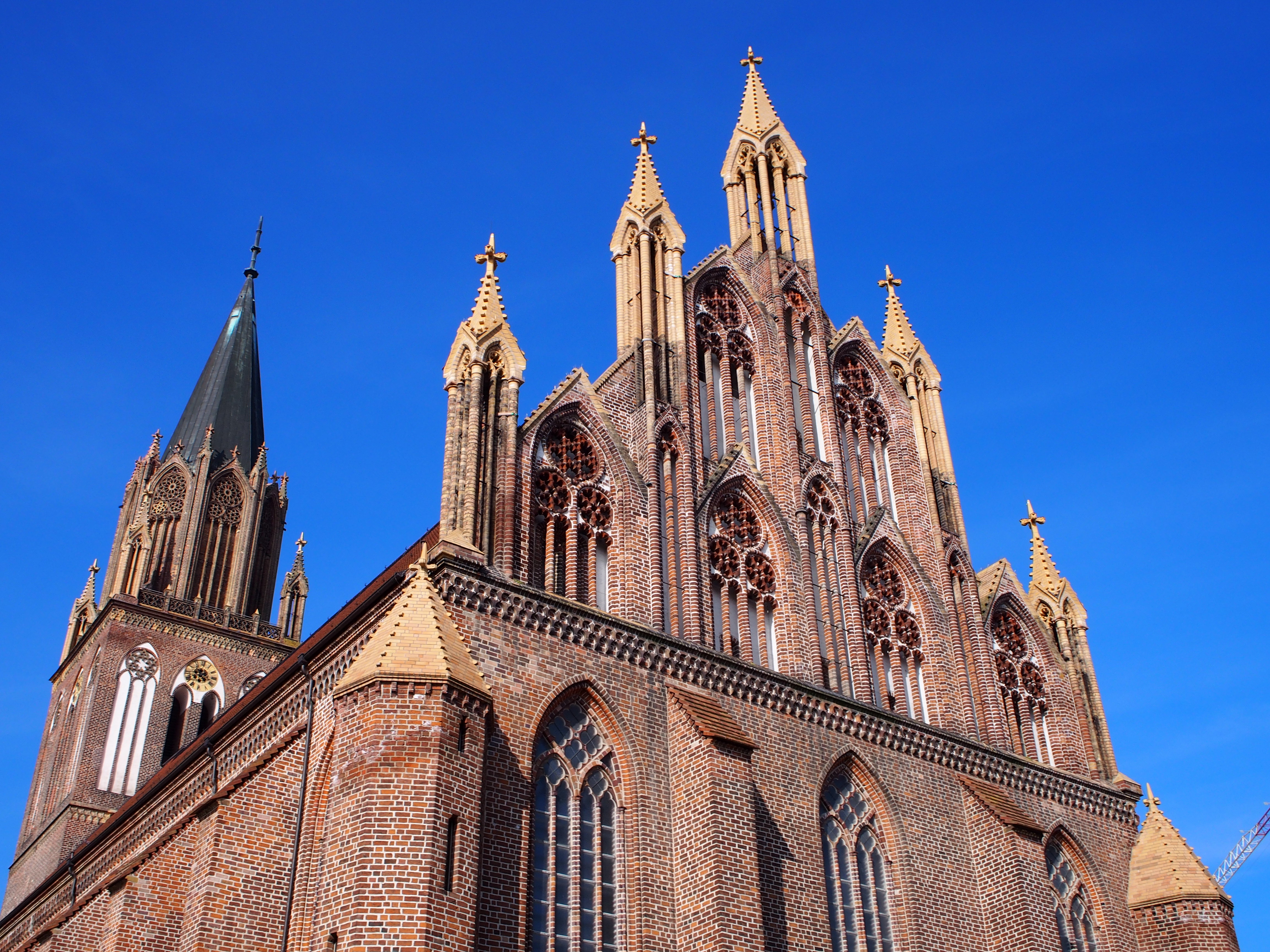
Wschodni szczyt
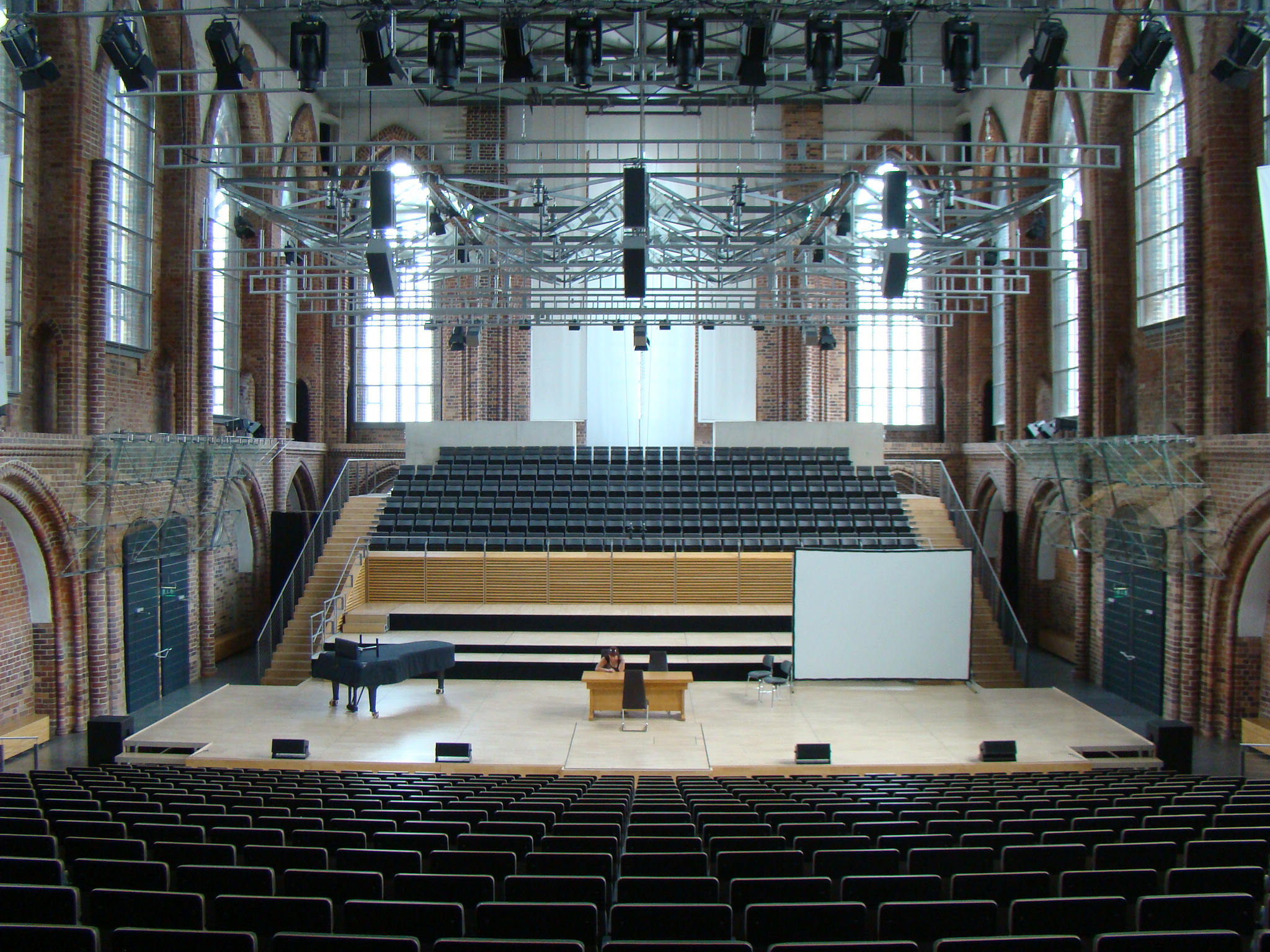
Wnętrze w 2013